# Episodi di Stitchers (terza stagione)
La terza e ultima stagione della serie televisiva Stitchers è stata trasmessa in prima visione negli Stati Uniti sul canale Freeform (ex ABC Family) dal 5 giugno al 14 agosto 2017.
In Italia, la stagione va in onda dal 2 al 6 aprile 2018 su Rai 4.
| n° | Titolo originale          | Titolo italiano               | Prima TV USA   | Prima TV Italia |
| -- | ------------------------- | ----------------------------- | -------------- | --------------- |
| 1  | Out of the Shadows        | Fuori dall'ombra              | 5 giugno 2017  | 2 aprile 2018   |
| 2  | For Love or Money         | Per amore o per soldi         | 12 giugno 2017 | 3 aprile 2018   |
| 3  | Perfect                   | Miss perfezione               | 19 giugno 2017 | 3 aprile 2018   |
| 4  | Mind Place                | Il palazzo della memoria      | 26 giugno 2017 | 4 aprile 2018   |
| 5  | Paternis                  | Padri                         | 10 luglio 2017 | 4 aprile 2018   |
| 6  | The Gremlin and the Fixer | Il sabotatore e il risolutore | 17 luglio 2017 | 5 aprile 2018   |
| 7  | Just the Two of Us        | Solo noi due                  | 24 luglio 2017 | 5 aprile 2018   |
| 8  | Dreamland                 | Dreamland                     | 29 luglio 2017 | 6 aprile 2018   |
| 9  | Kill it Forward           | All in                        | 7 agosto 2017  | 6 aprile 2018   |
| 10 | Maternis                  | Madre e figlia                | 14 agosto 2017 | 6 aprile 2018   |